# Jarya

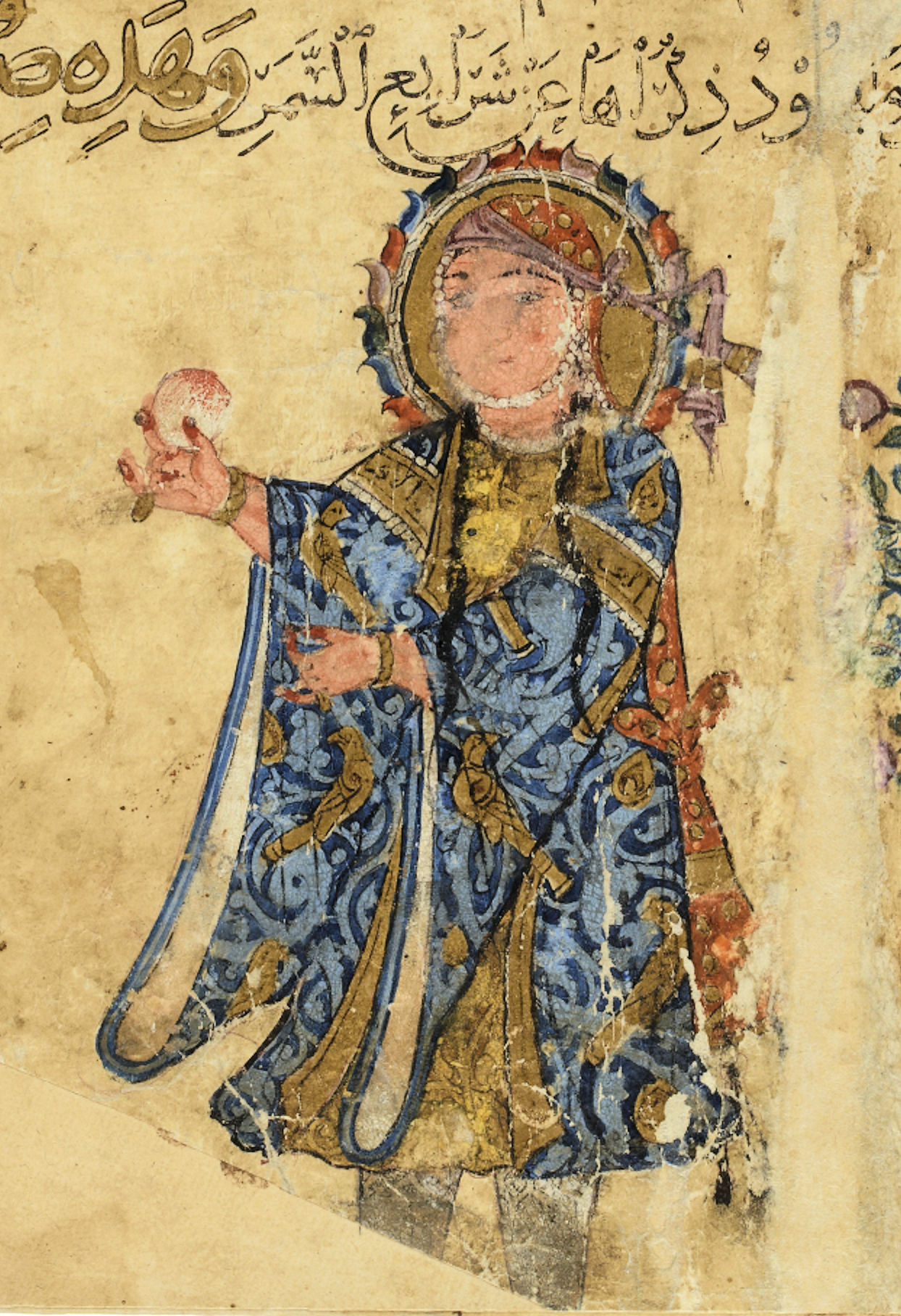
Las jaryas solían vestir prendas decoradas con bordados, motivos geométricos o florales, pudiendo ser de diferentes colores y tejidos, como algodón o lana; una jarya en el Maqamat de al-Hariri, manuscrito del.

 Jarya, también llamadas jawaris, era un término para cierto tipo de esclavas en el mundo islámico medieval. Eran esclavas "para placer" (muṭʿun, ladhdha) o “esclavas para las relaciones sexuales” (mandíbulaārī al-waṭ), que habían recibido formación especial en habilidades artísticas. Sin embargo, al contrario que las Qiyan, no actuaban para otros hombres sino solo para el hombre a cuyo harén pertenecían.

## Historia
Las categorías de esclavas y las jarya - similares a las qiyan - se generalizaron y ganaron fama durante el califato abasí, posiblemente porque las mujeres árabes libres estaban cada vez más restringidas y menos notables en la sociedad desde este periodo.
Eran compradas en el mercado de esclavos, secuestradas o capturadas como botín de guerra. El término se aplicaba a las jóvenes esclavas que, por instrucción o autoeducación, adquirían gran conocimiento de las habilidades artísticas y conocimiento intelectual con los que podrían entretener a un hombre, más que por habilidades amatorias y belleza física. Podían estudiar asuntos de música y poesía a religión, historia y literatura, y muchas fueron conocidas por ser capaces de entretener a sus dueños por ambas capacidades, intelectuales y musicales. Hubo muchos ejemplos de jaryas con una buena educación que lograron obtener influencia sobre gobernantes masculinos.
La categoría jaraya de esclavas sexuales de harén fue descrita por el escritor del siglo IX Al-Jahiz en su obra Esclavas cantoras, donde las acusó de ejercer una influencia destructiva sobre sus dueños creada por sus habilidades artísticas, que tejían una red de sentimientos dependientes como amor (hub), pasión (hawa), afinidad (mushakala) y un deseo continuo de su compañía (ilf).

## Ejemplos
Hubo muchas jaryas famosas en la historia y la literatura islámicas, como Al-Khayzuran, Alam al-Malika y Hababah.